# 堺貞夫
堺 貞夫（さかい さだお、男性、1960年（昭和35年）8月4日 - ）は、日本の空手家。東京都出身。

## 来歴
1979年（昭和54年）5月に極真会館城南支部に入門。身長157センチメートル、体重60キログラムという体格ながら、そのディフェンスの技術は非常に高く、緑健児や八巻建志といった同じ支部に所属していた選手も、その実力や稽古に対する姿勢を絶賛していた。
1985年（昭和60年）に無差別級のFTV杯東北大会で優勝後、同年秋に開催された無差別級の第17回オープントーナメント全日本空手道選手権大会にも出場。堺は自分より大柄な対戦相手をそれぞれ、1回戦は中段回し蹴りで技ありを奪い、2回戦は相手の下段回し蹴りにカウンターで右上段回し蹴りを決めて一本勝ち、3回戦は後の全日本王者桑島靖寛を判定で下し、勝ち進んだ。
4回戦で松井章圭と対戦。松井は前蹴り・左上段回し蹴り・右後ろ回し蹴りから突きの連打で堺をとらえようとするが、堺は受け・捌きを駆使してポイントを与えない。一方の堺は松井に対して身長で17センチメートル、体重で25キログラムの差があるため、カウンターを狙う戦法をとり、松井を右下段回し蹴りで誘うが、松井は応じない。本戦・延長戦は一進一退となり、引き分けとなった。
しかし、再延長戦に突入する直前、最高審判長を務めていた大山倍達が「何故一方的に攻撃している方に旗を上げないのか」と審判員を全員入れ替えた。再延長も本戦や延長戦と状況は変わらず、判定の結果、副審4人のうち2人が引き分け、残りの2人と主審が松井に旗を上げ、3-0で松井の勝利となった。堺は負傷もなく試合場を立ち去り、一方の松井は試合後「まるで勝った気がしない」とコメントし、その後、決勝まで勝ち上がり、優勝した。
大会終了後、大山は堺を次のように評している。
「武道の真髄である“円の動き”を巧みに使っていた。また、受けが一番うまかった。防御すなわち攻撃だという事が如実に現れていた。彼の活躍は、体が小さい道場生にも希望の光をもたらした点でも素晴らしい」
現在は空手から離れ、コンビニエンスストアを経営している。後年、何度か城南支部で稽古に参加する機会があったが、長期間のブランクで著しく力量が落ちていたという。師の廣重毅は堺について「体格がまだ大きかったら、あれほど力を落とす事もなかったろう。選手生命が長かったら極真の歴史を変えていたかもしれない存在だった」と語っている。